# Profielwerkstuk
Het profielwerkstuk (afgekort pws, ook wel meesterproef genoemd) is in Nederland een praktische opdracht voor leerlingen in de laatste klas uit de bovenbouw van het vmbo, havo en vwo. Deze dient als een soort 'meesterproef'. 
Zij maken een werkstuk over een onderwerp uit hun gekozen profiel. Binnen het vmbo is het maken van een profielwerkstuk alleen voor de leerweg GL en TL verplicht. Het onderwerp moet passen bij het gekozen vmbo-profiel en een leerling dient er minimaal 20 uur aan te werken. Een beoordeling 'voldoende' of 'goed' is voorwaardelijk voor het afronden van het SE (schoolexamen).
Bij havo en vwo moet het profielwerkstuk betrekking hebben op minimaal één examenvak uit het gekozen profiel (een zogenaamd profielvak). Een leerling dient er minimaal 80 uur aan te werken. Het cijfer wordt als onderdeel van het combinatiecijfer meegeteld bij het bepalen van de examenuitslag.
Doorgaans voert de leerling zelfstandig of in een groepje een klein onderzoek uit. Het doel daarvan is tweeledig: enerzijds kan de leerling zijn of haar theoretische kennis verdiepen, anderzijds wordt hij getoetst op vaardigheden, zoals het opzetten van een onderzoek, experimenteren, analyseren, beschrijven en presenteren. Bij het profielwerkstuk hoort dan ook een presentatie, die vaak op school op een presentatie-avond plaatsvindt.
Het profielwerkstuk valt binnen een van de vier beschikbare profielen.